# Viaggio nel Sud di Deng Xiaoping

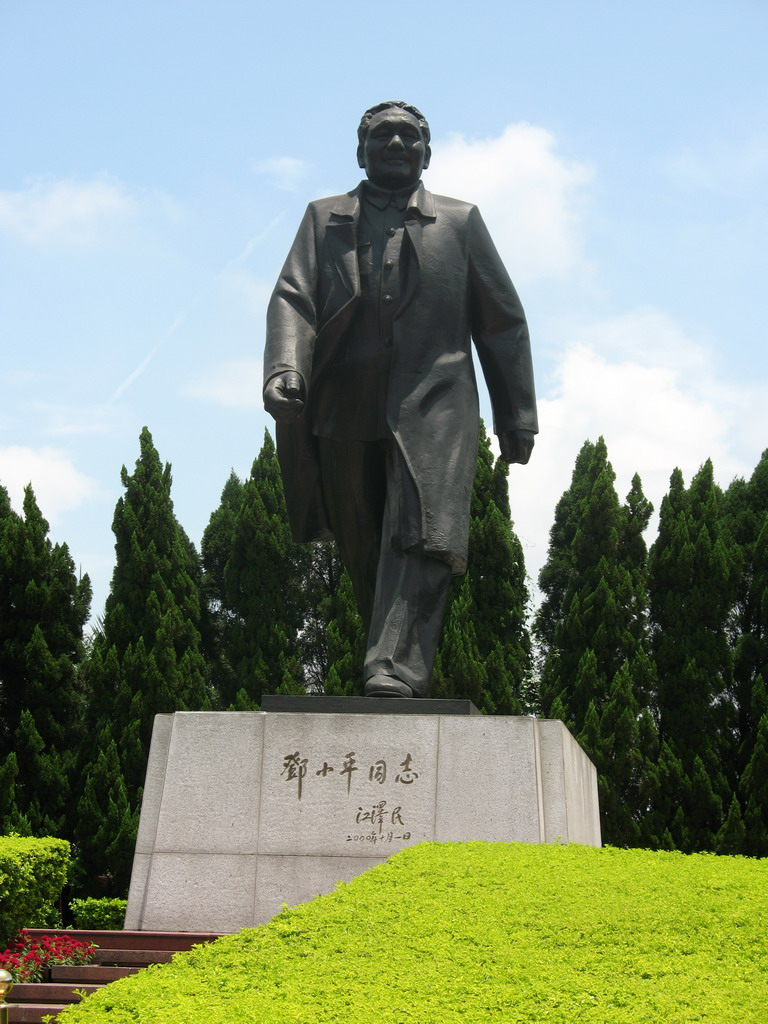
La statua di Deng Xiaoping in cima al Parco Lianhuashan a Shenzhen, Cina.

Il Viaggio nel Sud di Deng Xiaoping (鄧小平南巡T, 邓小平南巡S), o viaggio nel sud [della Cina] del 1992 (九二南巡T, 九二南巡S), è stato il viaggio di Deng Xiaoping nel sud della Cina, tra Shenzhen, Zhuhai, Guangzhou e Shanghai, durato dal 18 gennaio al 21 febbraio 1992.
Tale viaggio è ampiamente considerato un punto critico nella storia moderna della Cina, dal momento che ha assicurato la riuscita delle riforme economiche di Deng e preservato il mercato dei capitali.

## Storia
I discorsi tenuti e le osservazioni fatte durante il viaggio da Deng, allora leader supremo in pensione della Cina, riavviarono e facilitarono l'attuazione del suo programma "Riforme e apertura" nella Cina continentale, programma che si era interrotto dopo il massacro di Piazza Tienanmen del 1989. Deng desiderava che la provincia del Guangdong raggiungesse le "Quattro tigri asiatiche" in termini di sviluppo economico entro 20 anni.
Durante il viaggio Deng sottolineò a diversi leader militari dell'Esercito Popolare di Liberazione, tra cui Yang Shangkun, Liu Huaqing e Yang Baibing, che "coloro che non promuovono le riforme dovrebbero essere rimossi dalle loro posizioni di comando". Dichiarazioni come questa costrinsero Jiang Zemin, allora Segretario Generale del Partito Comunista Cinese (PCC), a riprendere e continuare il programma "Riforme e apertura".
Alcuni dei commenti salienti di Deng durante il viaggio includono "Non mi interessa se il gatto è bianco o nero, purché catturi i topi", da lui già utilizzato in pubblicazioni precedenti (negli anni '60) e "lo sviluppo è di primaria importanza”. Tuttavia, sebbene lo stesso Deng avesse affermato che la lotta alla corruzione dovesse essere imposta durante il processo di riforma e apertura e avesse ribadito l'importanza della "rule of law", il viaggio nel sud non risolse affatto il problema della corruzione e il crescere della disuguaglianza economica in Cina, né rilanciò le riforme politiche precedentemente fallite o abbandonate con le proteste di piazza Tienanmen del 1989.